# John Carew Eccles
Sir John Carew Eccles (Melbourne, 27 gennaio 1903 – Tenero-Contra, 2 maggio 1997) è stato un neurofisiologo e filosofo australiano.
È stato autore di scoperte fondamentali sulla fisiologia dei neuroni e, in particolare, sul meccanismo biochimico dell'impulso nervoso, che gli valsero il conferimento del premio Nobel per la Medicina e la Fisiologia del 1963.

## Biografia
Compì i suoi studi in Inghilterra, a Oxford dove fu allievo di Charles Sherrington. Dopo la laurea del 1929 tornò in patria, diresse il Kanematsu Institute del Sydney Hospital tra il 1937 ed il 1943. Insegnò fisiologia all'Università di Otago a Wellington (Nuova Zelanda) fino al 1951 e poi all'Università Nazionale Australiana di Canberra.
Nel 1966 si trasferì negli Stati Uniti, lavorando all'Istituto di ricerca biomedica di Chicago e, dal 1968, a Buffalo dove insegnò fisiologia e biofisica alla State University dello Stato di New York. In seguito, nel 1975, si trasferì con la seconda moglie, Helena Táboríková, ricercatrice dell'Università di Praga, a Tenero-Contra, sul lago Maggiore, dove si dedicò allo studio del rapporto mente-cervello.

### Studi sulla biochimica delle cellule nervose
Fondamentali sono stati i suoi studi sull'impulso nervoso, un meccanismo di natura elettrica, o meglio elettrochimica, in quanto i neuroni sono in grado di generare chimicamente una corrente elettrica e di trasmettere un segnale bioelettrico ad altri neuroni lungo le loro fibre (gli assoni). Ciò avviene perché fra l'interno e l'esterno dei neuroni esiste una differenza di potenziale elettrico provocata da una diversa distribuzione di ioni di sodio, potassio e cloro.
Al chiarimento di questo meccanismo ionico, da cui derivano l'eccitazione e l'inibizione che sono alla base della fisiologia del sistema nervoso, contribuirono anche gli inglesi Alan Lloyd Hodgkin e Andrew Fielding Huxley con i loro studi sull'assone gigante di calamaro, i quali condivisero con Eccles il premio Nobel per la Medicina e la Fisiologia del 1963.

### Riflessioni sulla filosofia della mente
Cattolico, Eccles è considerato tra i principali esponenti moderni del dualismo interazionista.
Nel 1977 pubblicò assieme a Karl Popper "L'Io e il suo cervello", un'opera monumentale in tre volumi nella quale i due proposero un nuovo modello di interazione tra mente e cervello umano, partendo dalla teoria della divisione in tre mondi formulata da Popper.

## Opere
- 1932, Reflex Activity of the Spinal Cord
- 1953, The neurophysiological basic of the mind: The principles of neurophysiology, (Oxford, Clarendon)
- 1957, The Physiology of Nerve Cells
- 1964, The Physiology of Synapses
- 1965, The brain and the unity of conscious experience, (Londra, Cambridge University Press)
- 1969, The Inhibitory Pathways of the Central Nervous System
- 1970, Facing reality: Philosophical Adventures by a Brain Scientist (trad.it.Affrontare la realtà Armando Editore, 1978)
- 1973, The Understanding of the Brain (trad. it. La conoscenza del cervello, Piccin 1984)
- 1977, The Self and Its Brain, con Karl Popper,  (Springer, Berlino) (trad. it. L'io e il suo cervello Armando Editore, 1981)
- 1979, The Human Mystery, (Springer, Berlino) (trad. it. Il mistero uomo, Il Saggiatore, 1983)
- 1980, The Human Psyche
- 1984, The Wonder of Being Human - Our Brain & Our Mind, con Daniel N. Robinson, New York, Free Press. (trad. it. La meraviglia di essere uomo, Armando editore, 1985)
- 1985, Mind and Brain: The Many-Faceted Problems, (New York, Paragon House)
- 1989, Evolution Of The Brain: Creation Of The Self. (trad. it. Evoluzione del cervello e creazione dell'io, Armando Editore, 1990)
- 1994, How the Self Controls Its Brain (trad. it. Come l'io controlla il suo cervello, Rizzoli 1994)